# De vrek

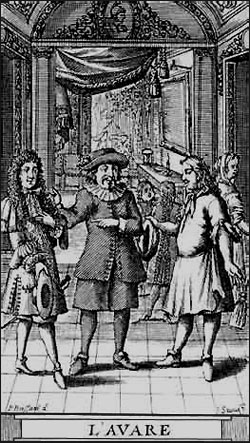
L'Avare-uitgave uit 1682 door P. Brissart, gravure van J. Sauvé

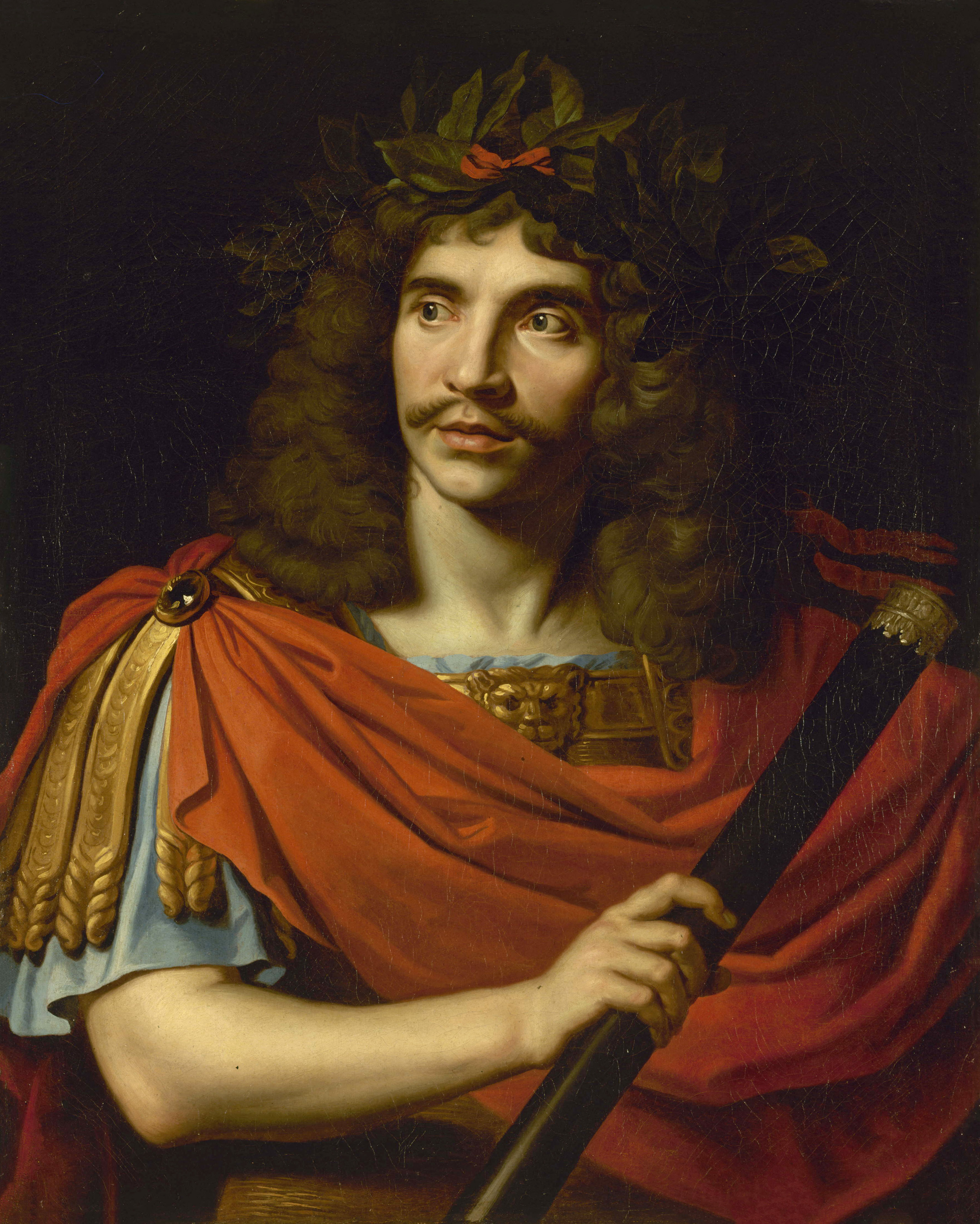
Molière, portret door Nicolas Mignard

De Vrek (originele titel: L'Avare) is een karakterkomedie van Molière in vijf bedrijven gecreëerd in het theater van het Palais-Royal te Parijs op 9 september 1668. Het onderwerp is sterk geïnspireerd op De pot met goud van Titus Maccius Plautus.

## Rolverdeling
| Personage                                                              | Acteur of actrice    |
| ---------------------------------------------------------------------- | -------------------- |
| Harpagon, vader van Cléante en Élise, verliefd op Mariane en zijn goud | Molière              |
| Cléante, zoon van Harpagon, minnaar van Mariane                        | La Grange            |
| Élise, dochter van d'Harpagon, minnares van Valère                     | Armande Béjart       |
| Valère, zoon van Anselme, minnaar van Elise                            | Du Croisy            |
| Mariane, geliefde van Cléante, lieveling van Harpagon                  | Mademoiselle de Brie |
| Anselme, vader van Valère en Mariane                                   |                      |
| Frosine, femme d'intrigue                                              | Madeleine Béjart     |
| Maître Simon, makelaar                                                 | Du Parc              |
| Maître Jacques, kok en koetsier van Harpagon                           | André Hubert         |
| La Flèche, bediende van Cléante                                        | Louis Béjart         |
| Dame Claude, dienster van Harpagon                                     |                      |
| Brindavoine en Lamerluche, lakeien van Harpagon                        |                      |
| Een commissaris en zijn klerk                                          |                      |

## Samenvatting
Akte I: Drie huwelijksplannenDe intrige voltrekt zich in Parijs. De rijke en hebzuchtige Harpagon heeft twee kinderen: Elise die verliefd is op Valère, een Napolitaanse edelman, intendant van haar vader, en Cléante die wil trouwen met Mariane, een jong onvermogend weesmeisje. Cléante kan het niet verkroppen dat zijn vaders hebzucht zijn liefdesplannen in de weg staat. Harpagon is geobsedeerd door de gedachte dat iemand de pot met tienduizend goudstukken die hij in de tuin verstopte zou ontdekken en ontvreemden. Achterdochtig als hij is, wantrouwt hij iedereen, zelfs zijn kinderen. Dit gaat zó ver, dat hij La Flèche, de bediende van Cléante ontslaat. Tot slot onthult hij zijn voornemens: híj zal trouwen met Mariane. Elise wordt zonder ruggespraak aan Anselme, een oude man, beloofd en Cléante wordt getrouwd met een weduwe. Elise protesteert heftig waarop haar vader Valère aanspoort om haar te overtuigen.
Akte II: Harpagon doet goede zakenCléante, die hiervoor niet op zijn vader moet rekenen, heeft dringend vijftienduizend frank nodig. La Flèche, zijn bediende, engageert zich om een geldschieter te vinden. Een bemiddelaar stelt echter hem woekerintresten voor. Verontwaardigd ontdekt Cléante dat de geldschieter zijn eigen vader is en een heftig geschil dringt zich op. Intrigante Frosine komt op en overtuigt Harpagon dat Mariane oudere mannen verkiest en dat zij bereid zou zijn om met hem te trouwen. De vrek zit verveeld met het onvermogen van de jonge vrouw, maar Frosine overtuigt hem dat een arme vrouw, die geen uitgaven gewoon is, voor hem geknipt is. Intrigante wil zich voor haar diensten laten betalen, maar Harpagon slaat dit af en gaat ervandoor.
Akte III: Mariane wordt ontvangenTer gelegenheid van het afsluiten van het huwelijkscontract, heeft Harpagon Mariane voor een dinertje uitgenodigd. Hij drukt er de dienster maar vooral kok Jacques op om de uitgaven vooral te beperken. De kok protesteert, maar intendant Valère steunt de vrek en verheerlijkt de zuinigheid. Er volgt een hevige uitval waarbij kok Jacques stokslagen moet incasseren waarna hij enkel nog op wraak belust is. Frosine toont het huis aan Mariane, die zenuwachtig is om haar toekomstige echtgenoot te ontmoeten. Wanneer deze verschijnt, walgt ze van zijn uiterlijk. Op dat moment arriveert Cléante. Ze ziet de jongeman van haar dromen. Er volgt een omfloerst gesprek tussen de geliefden, waaruit hun wederzijdse gevoelens blijken. Cléante trekt een waardevolle ring van de hand van zijn vader, en biedt deze in eigen naam aan zijn geliefde aan. Harpagon begrijpt niet waar hij aan toe is.
Akte IV: Breuk tussen vader en zoonDe twee geliefden vragen Frosine in te grijpen zodat de oude man zijn waanzinnig huwelijksidee zou opgeven. Harpagon verrast zijn zoon terwijl deze de hand van Mariane kust, en zoekt meteen klaarheid. Om de ware gevoelens van zijn zoon te weten te komen, beweert hij van gedacht te zijn veranderd en het huwelijk te hebben opgegeven. De zoon vertelt naïef genoeg breeduit over zijn liefde voor het jonge meisje en zijn verlangen te trouwen. Een woedende Harpagon staat op het punt in schelden en slaan uit te barsten wanneer kok Jacques hen als geroepen uit elkaar haalt en om beurt apart neemt. Hij laat hen telkens geloven dat de ander de strijd heeft opgegeven. De rust is echter van korte duur. De ruzie herneemt nog feller en het komt zo ver dat Cléante uit het huis wordt gezet en onterfd. Cléante besluit met de hulp van La Flèche het geld van zijn vader te stelen. Harpagon zweert de schuldige te vinden en te straffen zoals het hoort.
Akte V: Eind goed, al goed?Harpagon ontbiedt de politiecommissaris om een onderzoek naar de diefstal in te stellen. In zijn opwinding wil hij alle inwoners van Parijs laten ondervragen. Uit wraak wijst kok Jacques echter Valère aan die net binnenkomt en dwingt hem te bekennen wat voor iedereen al lang duidelijk is. Valère begrijpt dit verkeerd en bekent zijn gevoelens voor Elise en dat zij heimelijk zijn verloofde is. Als Harpagon zijn frank valt, barst hij opnieuw in woede uit. Anselme, die Elise werd beloofd, komt op waarop Valère zijn verhaal doet. De oude man begrijpt dat Valère en Mariane zijn kinderen zijn van wie hij sinds lange tijd aannam dat ze in een schipbreuk waren omgekomen. In ruil voor zijn toestemming om met Mariane te trouwen, geeft Cléante Harpagon zijn geld terug. Anselme zal de kosten van twee huwelijken dragen: Cléante zal trouwen met Mariane en Valère met Elise. Wat Harpagon betreft, hij blijft alleen achter, alleen met zijn pot.

## Commentaar
Harpagon is alom aanwezig in deze komedie die onderwerpen behandelt die op zich nauwelijks amusant zijn: de gierigheid in eerste instantie, maar ook tirannie, egoïsme en wat men tegenwoordig seksisme noemt. De gearriveerde burger denkt zich een liefde voor de oude dag te kunnen kopen, in weerwil van andermans verlangens, zelfs die van zijn eigen kinderen. Zijn plannen worden echter gedwarsboomd en de enige troost die hem rest, blijft opgesloten in zijn pot. Vermeld moet worden dat harpago Oudgrieks is voor enterhaak en dat arpax roofzuchtig betekent.

## Verfilmingen
- 1973: L'Avare, Franse televisiefilm van René Lucot.
- 1980: L'Avare, Franse film van Jean Girault en Louis de Funès, met Louis de Funès, Frank David, Claire Dupray, Hervé Bellon, Michel Galabru, Claude Gensac en Bernard Menez.
- 1989: De vrek, Vlaamse televisiefilm van Dirk Tanghe en Maryse Van den Wyngaert, met Nolle Versyp, Karen De Visscher, Eddy Vereycken, Chris Boni, Magda Cnudde, Jef Demedts, Raf Reymen, Peter Van Asbroeck, Willem Van Cauwenberghe en Bob Van Der Veken.
- 2007: L'Avare, Franse film van Christian de Chalonge, met Michel Serrault, Jackie Berroyer en Nada Strancar.